# Abberode
Abberode ist ein Ortsteil der gleichnamigen Ortschaft der Stadt Mansfeld im Landkreis Mansfeld-Südharz, Sachsen-Anhalt, (Deutschland).

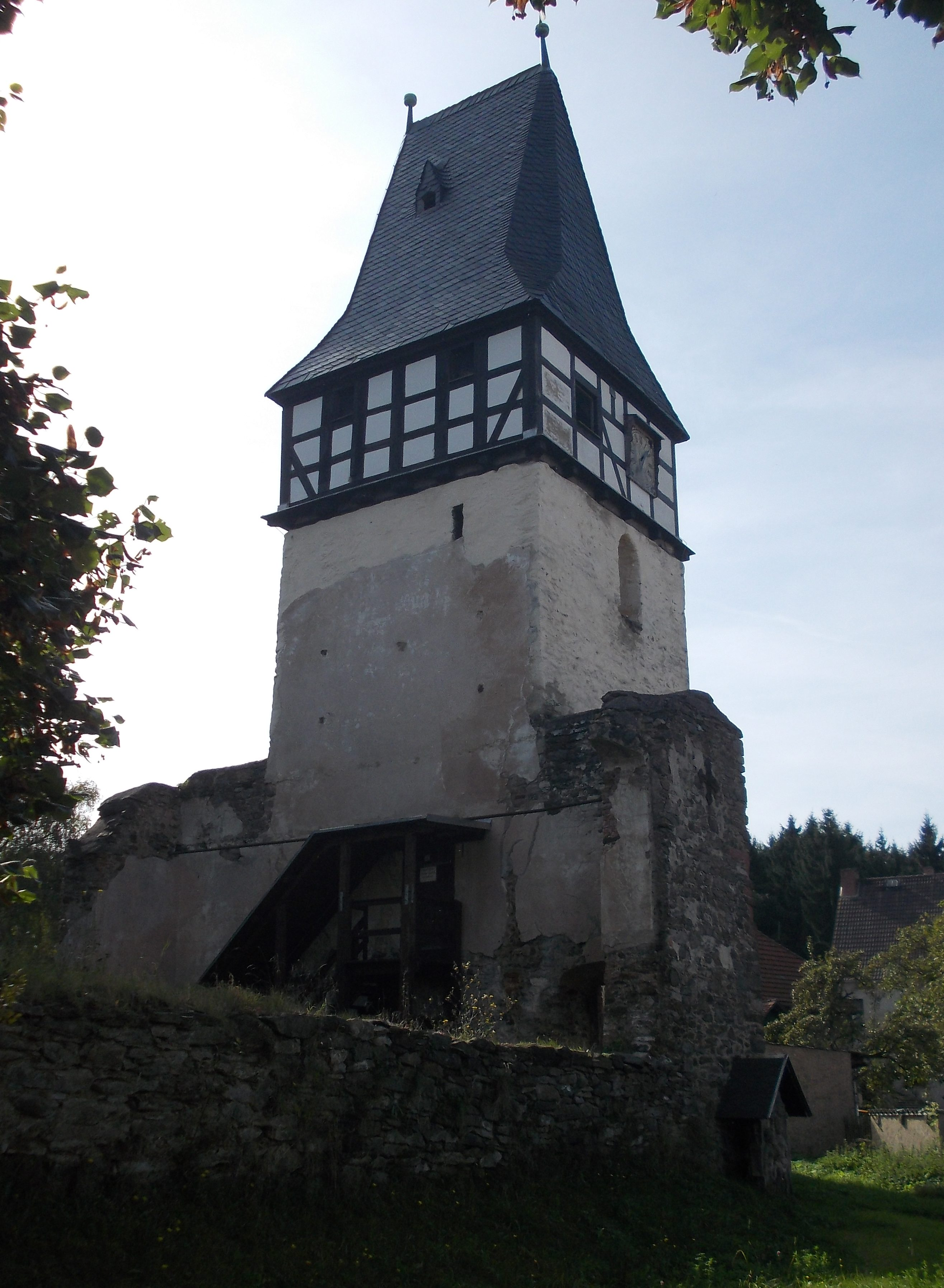
Ruine der Stephanikirche Abberode

## Geografie
Abberode liegt auf der Hochfläche des Unterharzes, nördlich begrenzt vom Tal der Wiebeck und südlich vom Einetal.
Die Ortschaft Abberode bildet sich durch die Ortsteile Abberode, Steinbrücken und Tilkerode.

## Geschichte
Abberode wurde als Abroden erstmals 966 urkundlich erwähnt. Später hieß der Ort Abterode.
Von der mittelalterlichen Kirche Sankt Stephanus, gestiftet von einem Abt zu Ballenstedt, steht heute nur noch der Glockenturm (1998 restauriert). Die Kirche im Ortsteil Tilkerode wurde 1936 erbaut.
Nahe Tilkerode liegt ein altes Erzabbaugebiet, in dem von 1762 bis 1855 zunächst oberflächennah, später in bis zu 60 Meter Tiefe in Saigerschächten gegraben wurde. Zwar wurde hauptsächlich Eisenerz abgebaut, doch Gold- und Selenerzfunde sorgten 1825 für weltweite Bekanntheit des Ortes. Aus diesem Gold wurden 1825 (bei Loos in Berlin) einige Dukaten mit der Aufschrift „Ex auro Anhaltino“ geprägt.
1822 gab es 39 Häuser mit 229 Einwohnern im Ort, der dem Patrimonialgericht vom Amt Rammelburg im Mansfelder Gebirgskreis unterstand. Die durch den Ort fließende Eine bildete damals die Grenze zwischen Preußen und Anhalt-Bernburg.
Am 22. September 1950 wurden die bis dahin eigenständigen Gemeinden Steinbrücken und Tilkerode nach Abberode eingemeindet.
Am 6. März 2009 wurde Abberode nach Mansfeld eingemeindet.

## Sehenswürdigkeiten

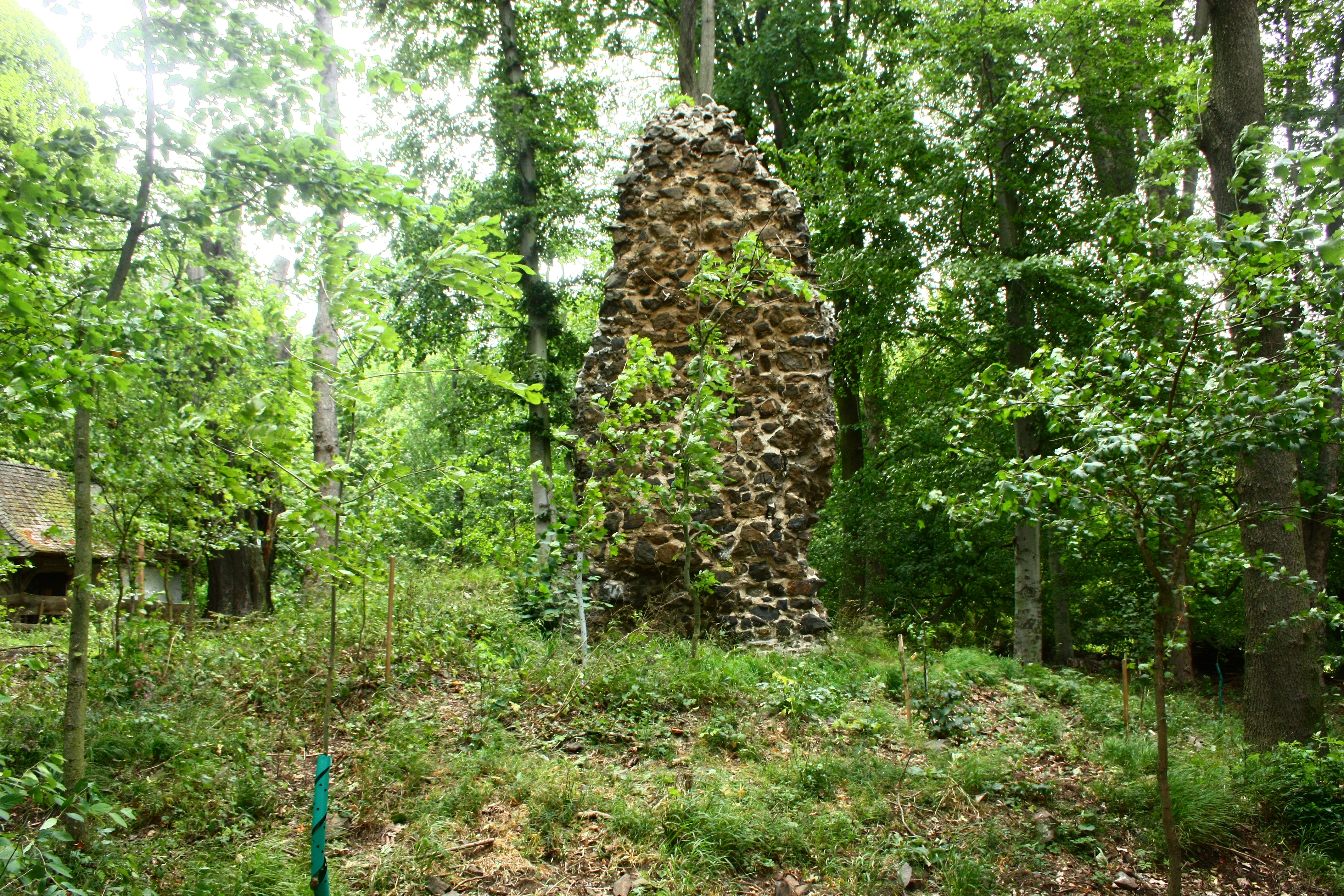
Die mittelalterlichen Ruinen von Volkmannrode

Zwischen Abberode und Stangerode entlang der L 228 liegt auf einem Hügel oberhalb der Ulbrichtstraße das historische Rügegericht der Wüstung Volkmannrode. Die Siedlung Fulkmersroth wurde erstmals in einer Kaiserurkunde von Otto III. (Kaiser 996 bis 1002) erwähnt, durch welche der Ort dem Hochstift Naumburg-Zeitz übereignet wurde. 1360 erwarben die Fürsten Heinrich IV. (Anhalt) und Otto III. (Anhalt), Söhne des Fürsten Bernhard III. (Anhalt), Volkmannrode als Haupthof mehrerer Dörfer und Vorwerke. Volkmannrode wurde etwa Mitte des 15. Jahrhunderts aufgegeben, allerdings blieb die Wüstung dennoch weiterhin anhaltischer Gerichtsort über die fürstlichen Fluren. Eine bäuerliche Gerichtsstätte wurde erstmals 1489 erwähnt und blieb bis in das 19. Jahrhundert (1875) kontinuierlich ein Ort der niederen Gerichtsbarkeit, beschränkt auf Feld-, Wald- und Jagdfrevel. Die Gerichtsstätte in ihrer Dreiheit von Gerichtshütte, Linden (860–920 Jahre alt) und Kirchenruine steht heute als Flächendenkmal unter Naturschutz. Volkmannrode war eine zu Harzgerode gehörige Exklave des Landes Anhalt.

## Wappen
Das Wappen wurde am 31. März 1999 vom Regierungsbezirk Halle genehmigt und ist unter der Nr. 16/1999 im Landesarchiv Sachsen-Anhalt registriert.
Die Blasonierung lautet: „In Blau ein goldener Eichenzweig mit drei Blättern und vier silbernen Früchten, wachsend aus einer schwarz gefugten silbernen Steinbrücke mit offenem Bogen, darin ein schräggekreuztes goldenes Bergmannsgezähe.“